# Mairivaara
Mairivaara är en kulle i Finland.   Den ligger i den ekonomiska regionen  Östra Lapplands ekonomiska region  och landskapet Lappland, i den norra delen av landet, 800 km norr om huvudstaden Helsingfors. Toppen på Mairivaara är 330 meter över havet, eller 121 meter över den omgivande terrängen. Bredden vid basen är 2,5 km.
Terrängen runt Mairivaara är platt åt nordost, men åt sydväst är den kuperad. Trakten runt Mairivaara är nära nog obefolkad, med mindre än två invånare per kvadratkilometer. Närmaste större samhälle är Pyhäjärvi, 4,5 km söder om Mairivaara. 